# Breido Graf zu Rantzau
Breido Graf zu Rantzau (* 25. Oktober 1949 auf Breitenburg; † 6. November 2022) war ein deutscher Springreiter. Von 2005 bis 2021 war er Präsident der Deutschen Reiterlichen Vereinigung (FN).

## Leben
Breido zu Rantzau stammte aus dem Adelsgeschlecht Rantzau aus Schleswig-Holstein mit Stammsitz auf dem Stammhaus Rantzau bei Plön. Er war der Sohn aus der Ehe von Otto Graf zu Rantzau-Breitenburg (1922–2013) und Elisabeth zu Rantzau-Breitenburg, geb. Freiin zu Innhausen und Knyphausen (1924–2021).
Breido zu Rantzau war verheiratet mit Elke geb. Snoek, die zwei Töchter mit in die Ehe brachte, hinzu kamen noch zwei gemeinsame Söhne. Rantzaus Ehefrau Elke (1944–2015) war die Schwester von Hendrik Snoek.
Breido Graf zu Rantzau leistete nach seinem Abitur auf einem Internat seinen Wehrdienst und studierte Betriebswirtschaft. Mit 27 Jahren, 1976, übernahm er die Leitung des seit 1523 im Familienbesitz befindlichen Schloss Breitenburg, zu dem rund 1.200 Hektar Forstfläche, die Hausverwaltung und das Tourismusprogramm gehören. Dazu betrieb er Golfclubs und war als Pferdezüchter aktiv.
Breido Graf zu Rantzau war an Krebs erkrankt und starb am 6. November 2022 im Alter von 73 Jahren.

## Pferdesport

### Springreiten
Bereits als Jugendlicher war er aktiver Reiter. Im Alter von 16 ritt er seine ersten Deutschen Meisterschaften der Junioren wurde Dritter in der Dressur. Mit 60 Jahren absolvierte er seinen letzten Wettkampf.
Dressur
- Bronze Deutsche Meisterschaft Junioren (entspricht heute der Altersklasse Junge Reiter) 1965, Einzel mit Baccara

Springen
- Silber Deutsche Meisterschaft Junioren (entspricht heute der Altersklasse Junge Reiter) 1967, Einzel mit Weintraube[8]
- Europameister Junioren 1967, Einzel[9]
- Deutscher Mannschaftsmeister 1986[10]
- zahlreiche Siege auf Springturnieren mit Grand-Prix-Level

### Ämter im Pferdesport
Rantzau war zeitlebens im Pferdesport und der Pferdezucht sehr engagiert und hatte zahlreiche Ehrenämter inne:
- Seit 1986 Vorsitzender des Verbandes der Züchter des Holsteiner Pferdes (siehe Holsteiner)
- Seit 1999 Vizepräsident der World Breeding Federation for Sport Horses (WBFSH)
- Von 2001 bis 2005 Vizepräsident des Bereichs Sport innerhalb der FN
- Von 2001 bis 2005 Vorsitz des Deutschen Olympiade-Komitees für Reiterei (DOKR)
- Von 2005 bis 2021 war er als Nachfolger von Dieter von Landsberg-Velen und Jürgen Thumann Präsident der FN[9]

Alljährlich fanden auf seinem Besitz die Breitenburger Reitertage statt, ein Turnier für Springreiter.
Breido zu Rantzau war darüber hinaus an der Überarbeitung des Regelwerks der internationalen Medikationsbestimmungen beteiligt.

## Ehrungen uns Auszeichnungen
- 2007 Gustav-Rau-Medaille[13]
- 2013 Preis der Stadt Aachen[5]
- 2013 Friedensreiterpreis des Westfälischen Reitervereins von 1835[5]
- 2017 Meteor-Preis der Holsteiner Masters[5]
- 2021 Deutsches Reiterkreuz in Gold mit Brillanten[5]
- 2021 Ehrennadel in Gold des Deutschen Olympischen Sportbundes (DOSB)[5]
- 2021 Ehrenpräsidentschaft der Deutschen Reiterliche Vereinigung (FN)[14]
- 2012 Ehrenmitglied der World Breeding Federation for Sport Horses (WBFSH)[5]